# Hortense Calisher
Hortense Calisher (New York, 20 december 1911 -  aldaar, 13 januari 2009) was een Amerikaanse schrijfster. Calisher was de dochter van een jonge Duitse moeder en een oudere Amerikaanse vader.
Calisher liet haar personages optreden in ingewikkelde verhaallijnen met veel verrassende wendingen. Haar schrijfstijl wordt soms vergeleken met deze van Eudora Welty, Charles Dickens, Jane Austen en  Henry James. De kritiek deelde haar in bij de neorealisten en zij kreeg zowel positieve als negatieve kritiek om haar uitgebreide  karakterbeschrijvingen. De minimalistische stijl van de jaren 1970 en 1980 lag haar niet en Calisher werd bewonderd om haar elliptische stijl die meer verborg dan hij liet zien.
Zij is voorzitter  geweest van de "American Academy of Arts and Letters" en van de PEN-club, de internationale schrijversvereniging. Zij was drie maal finaliste van de National Book Award, won een "O. Henry-prijs" (voor The Night Club in the Woods) en  de "Janet Heidinger Kafka-prijs" (voor The Bobby Soxer) in 1986. Zij kreeg een Guggenheim-beurs in 1952 en 1955.

### Fictie
- In the Absence of Angels (1951)
- False Entry (1961)
- Tales for the Mirror (1962)
- Textures of Life, (1963)
- Extreme Magic (1964)
- Journey from Ellipsia (1966)
- The Railway Police, and The Last Trolley Ride (1966)
- The New Yorkers (1970)
- Standard Dreaming (1972)
- Eagle Eye (1973)
- Queenie (1973)
- The Collected Stories of Hortense Calisher (1975)
- On Keeping Women (1977)
- Mysteries of Motion (1983)
- Saratoga Hot (1985)
- The Bobby-Soxer (1986)
- Age (1987)
- The Small Bang (onder het pseudoniem Jack Fenno) (1992)
- In the Palace of the Movie King (1993)
- In the Slammer with  Carol Smith (1997)
- The Novellas of Hortense Calisher (1997)
- Sunday Jews (2003)

### Non-fictie
- Herself (autobiografie, 1972)
- Kissing Cousins: A Memory (1988)
- Tattoo for a Slave (memoires, 2004)

- Bibsys: 90069983
- Bibliothèque nationale de France: cb12197260k (data)
- CiNii: DA08998236
- Gemeinsame Normdatei: 119020246
- International Standard Name Identifier: 0000 0001 1490 579X
- Library of Congress Control Number: n50032171
- Bibliotheek van het Japanse parlement: 00435108
- Nationale bibliotheek van Australië: 35024905
- Nationale Bibliotheek van Israël: 987007259321105171
- Nationale en Universitaire bibliotheek Zagreb: 000251999
- Nederlandse Thesaurus van Auteursnamen: 068490526
- Réseau des bibliothèques de Suisse occidentale: 02-A003070085
- SNAC: w68x42g7
- Système universitaire de documentation: 030587077
- Trove: 798687
- Virtual International Authority File: 40179310
- WorldCat: E39PBJfCrbBf4YJhjF9fp7VV4q